# Ikarus C56
Ikarus C56 — междугородный автобус, серийно производившийся венгерской фирмой Ikarus с 1998 по 2002 год.

## История
Два автобуса С56.22 были отправлены на экспорт. Демонстрационный автобус, ранее проходивший испытания в Венгрии компанией Hatvani Volán, был отправлен в Россию, а именно в Москву. В Германии один из автобусов сгорел в 2008 году. Три автобуса С56.22 были поставлены непосредственно частным владельцам. Компания Arrivabus приобрела 8 автобусов C56.42.
Первый экземпляр — GPR-566 (Alba Volán Zrt.), а последний — IIG-983 (Balaton Volán Zrt.).

## Модификации
- Ikarus C56.22 — междугородный автобус с формулой дверей 1—1—0[24][25] и сиденьями IMAG Komárom (Beeskow specimen), IMAG Halas и IMAG Körmend[26][27].
- Ikarus C56.32 — междугородный автобус с формулой дверей 1—2—0[28][29] и сиденьями IMAG Halas и IMAG Körmend[30][31].
- Ikarus C56.42 — междугородный автобус с формулой дверей 2—2—0[32][33] и сиденьями IMAG Halas и IMAG Körmend[34][35].

## Галерея

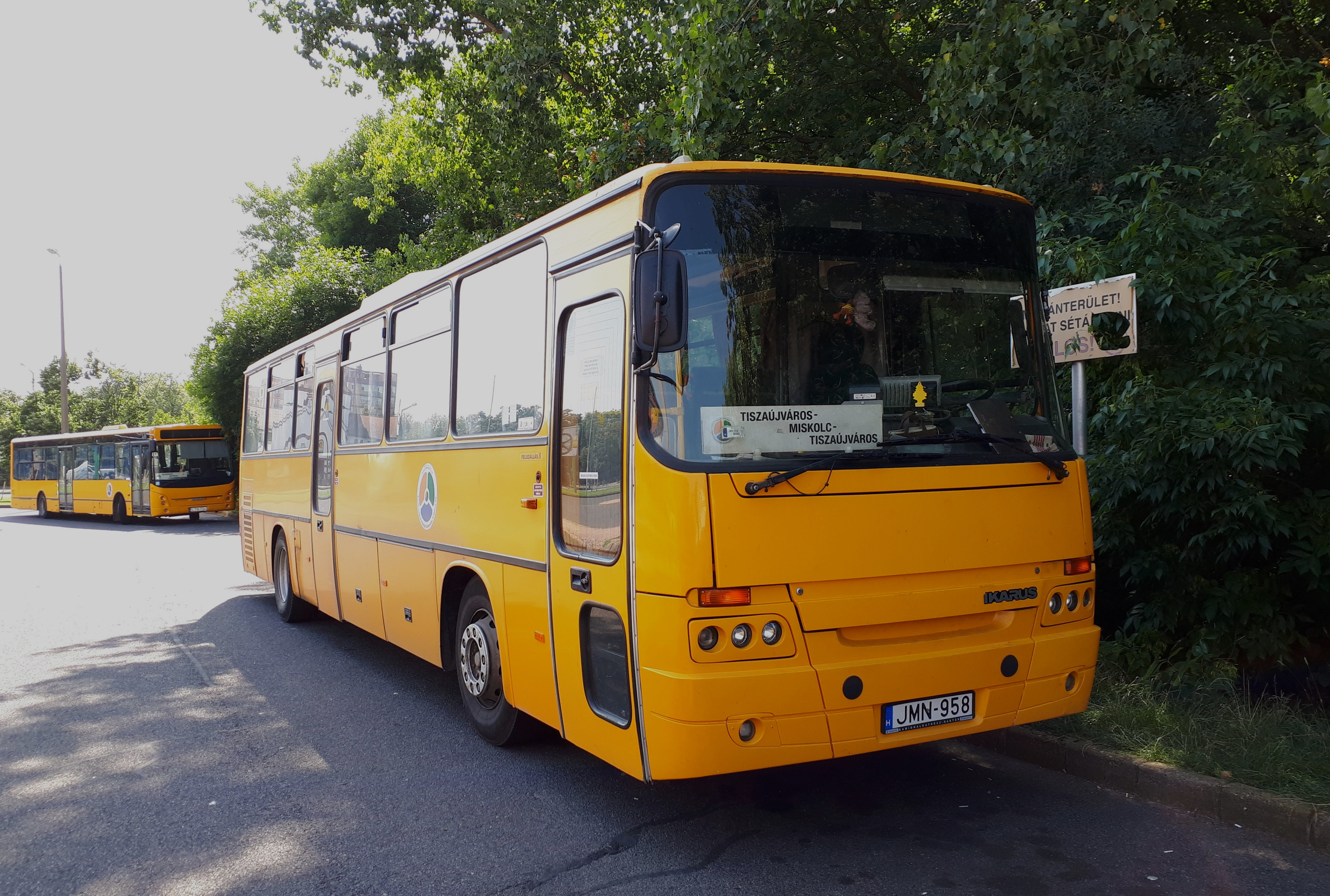
Ikarus C56.22
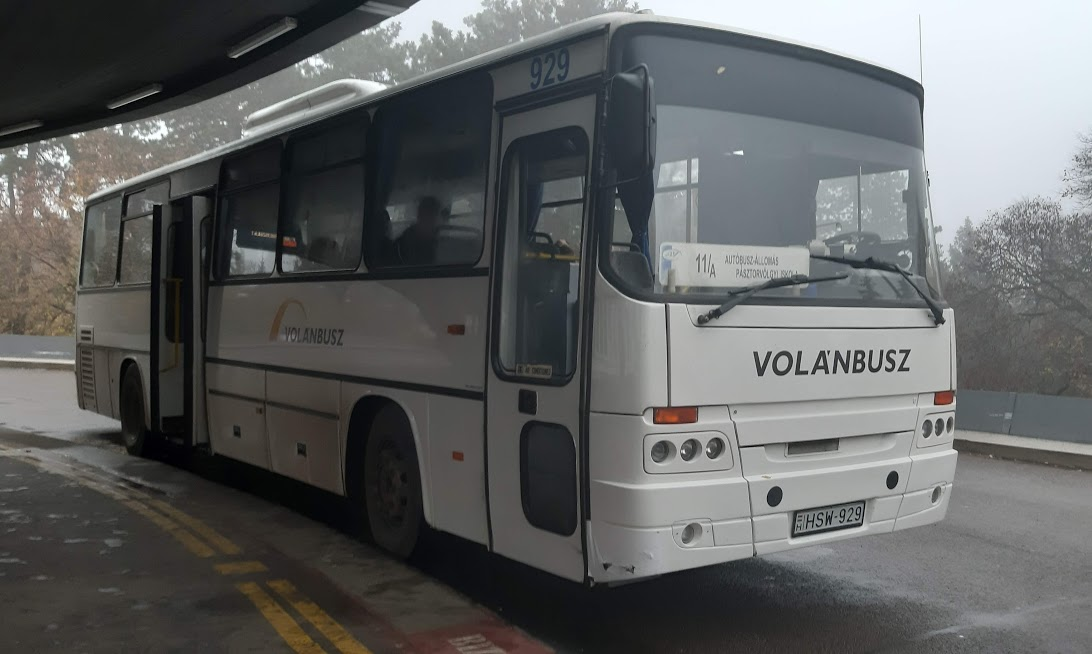
Ikarus C56.32
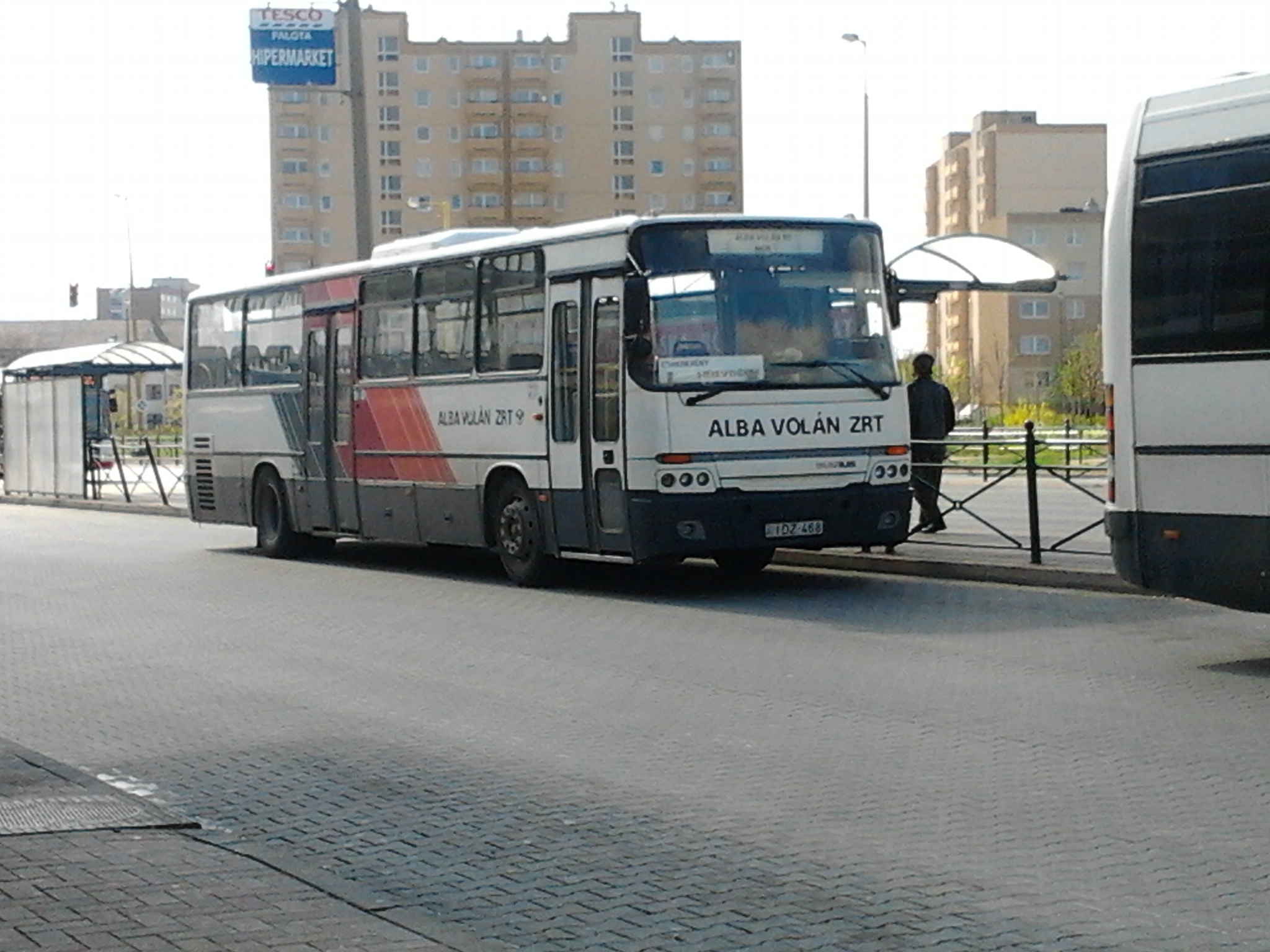
Ikarus C56.42